# Людольф Кеніг фон Ватзау
Людольф Кеніг фон Ватзау (нім. Ludolf König von Wattzau) — 20-й великий магістр Тевтонського ордена з 1342 по 1345 рік.

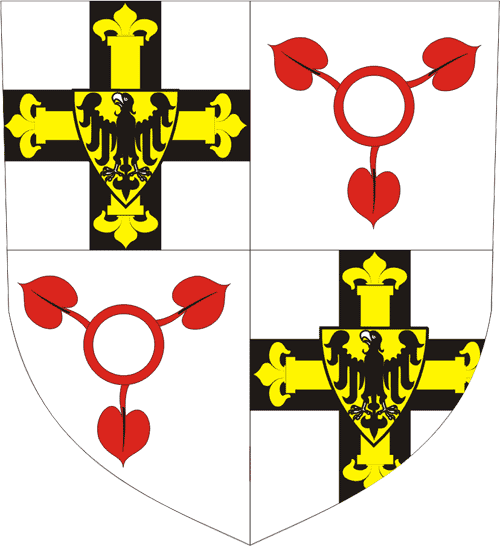
Герб великого магістра Людольфа Кеніга фон Ватзау

Походив з лицарського роду з Нижньої Саксонії. В історичних джерелах вперше згадується з 1331 року, коли обіймав посаду скарбника ордену. На межі 1336—1337 років призначений на посаду Великого комтура ордену. Після смерті Великого магістра Дітріха фон Альтенбурга Людольф Кеніг виконував обов'язки намісника ордену.
У 1342 році генеральний капітул у Марієнбурзі обрав Людольфа Кеніг фон Ватзау Великим магістром ордену.
У 1343 році Людольф Кеніг в Каліші уклав з Польщею мирний договір, отримавши Померелію, у 1346 році — договір з Данією про розподіл сфер впливу в естонських землях.
Укладення Калішського миру одразу дало змогу Тевтонському ордену зробити напад на ВКЛ у 1344 році. Для захисту Лівонії Людольф Кеніг послав туди корпус під командуванням Генріха Дуземера, а сам з основними силами планував ударити по Литві. На Захід були вислані емісари з пропозиціями лицарству долучитись до хрестового походу. На цю пропозицію відгукнулись чеський король Іоанн Люксембурзький, його син, маркграф Моравії Карл, угорський король Людвік, графи з Голландії та Гольштейну, бургграф Нюрнберга та інші.
10 лютого 1345 року військо хрестоносців вирушило в похід з Кенігсберга. Однак литвини розпустили чутки про свій напад на Самбію, і Великий магістр наказав хрестоносцям повертатись назад. Тим часом литвини на чолі з Ольгердом напали на Лівонію, позбавлену оборони, бо місцеві лицарі вирушили у похід на Езель, і спустошили лівонські землі. Розчарований невдачею, Людольф Кеніг захворів на психічну хворобу. У 1345 році керівництво ордену ухвалило рішення усунути його з посади та обрало нового великого магістра Генріха Дуземера.
Людольф Кеніг отримав посаду комтура в Енгельсбурзі. Помер у 1347 або 1348 році. Похований в соборі Марієнвердера.